# 시카고 마라톤

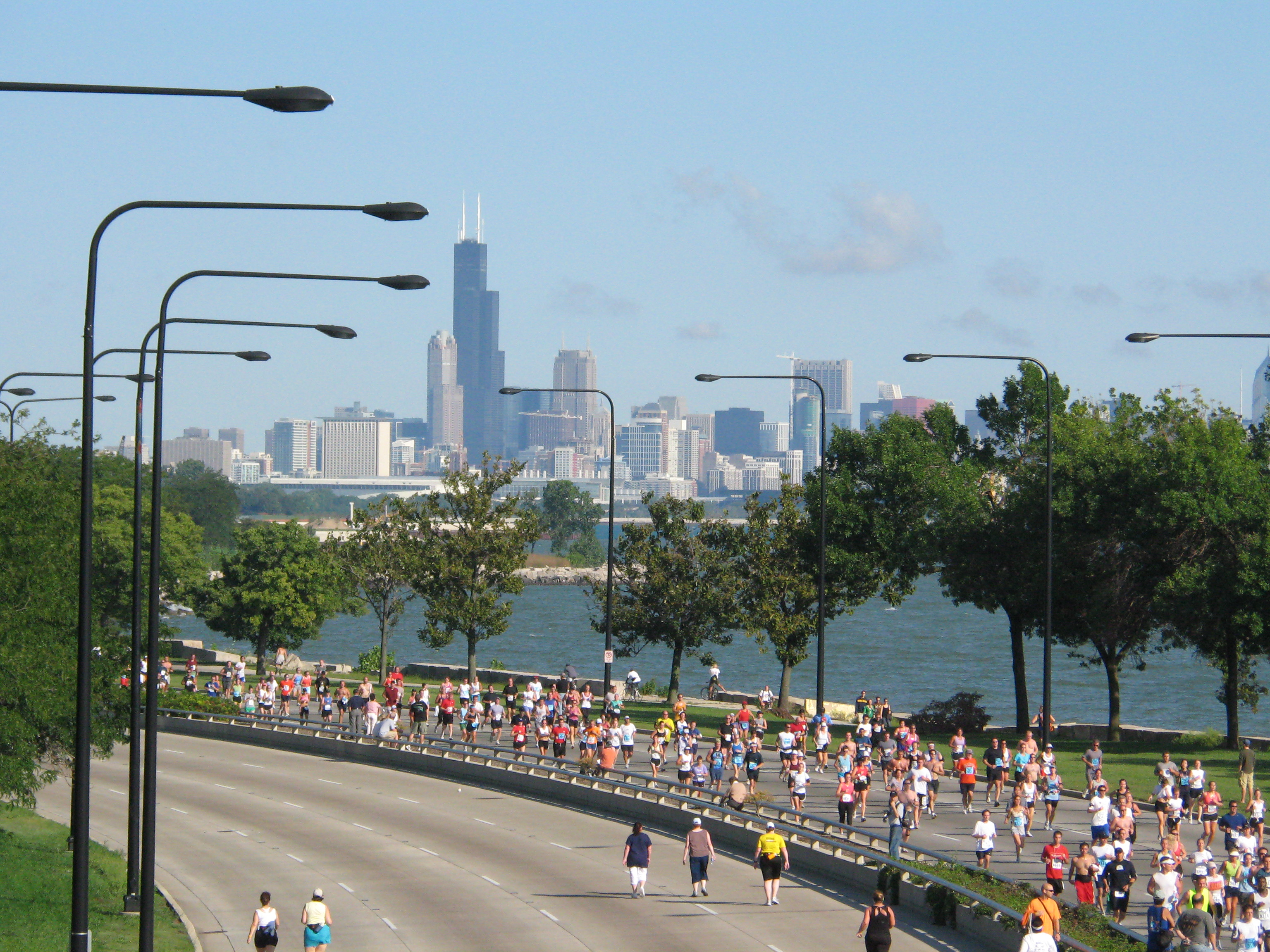

시카고 마라톤(Chicago Marathon)은 미국, 시카고에서 매년 10월에 열리는 마라톤 대회이다. 1977년에 처음 시작되었다.